# Culoz
Culoz [kyloz] ist eine ehemalige französische Gemeinde mit 2990 Einwohnern (Stand 1. Januar 2022) im Département Ain in der Region Auvergne-Rhône-Alpes. Sie gehörte zum Arrondissement Belley und zum Kanton Plateau d’Hauteville, darüber hinaus zum Gemeindeverband Bugey Sud. Die Ortsbewohner von Culoz werden Culozien(ne)s genannt.
Der Erlass vom 15. Dezember 2022 legte mit Wirkung zum 1. Januar 2023 die Eingliederung von Culoz als Commune déléguée zusammen mit der früheren Gemeinde Béon zur neuen Commune nouvelle Culoz-Béon fest.

## Geographie
Zu Culoz gehören neben dem eigentlichen Ort auch verschiedene Weiler und Gehöfte, darunter:
- Landaize (250 m) nahe der Rhône am Ostfuß des Grand Colombier
- Châtel (260 m) nahe der Rhône am Ostfuß des Grand Colombier

Umgeben wird Culoz von den Nachbargemeinden und der Commune déléguée:
| Arvière-en-Valromey     | Anglefort                                   | Serrières-en-Chautagne (Savoie)  |
| Béon (Commune déléguée) | Kompassrose, die auf Nachbargemeinden zeigt | Ruffieux (Savoie) Vions (Savoie) |
| Ceyzérieu               | Lavours Flaxieu                             | Chanaz (Savoie)                  |

## Geschichte
Schon in vorgeschichtlicher Zeit und während der Römerzeit war die Gegend um Culoz am Fuß des Grand Colombier besiedelt. So wurde eine Weiheinschrift für den Gott Segomo aufgefunden.
Erstmals urkundlich erwähnt wird der Ort im Jahre 1135 unter dem Namen De Cullo. Im Lauf der Zeit wandelte sich die Schreibweise über De Culo, Castrum Culi (1413) zum heutigen Namen Culoz, der seit 1536 belegt ist. Aus späterer Zeit sind auch die Bezeichnungen Cule, Culle und Culos überliefert. Im 13. Jahrhundert bildete Culoz eine eigene Herrschaft, die unter der Oberhoheit der Grafen von Savoyen stand. Mit dem Vertrag von Lyon gelangte das Dorf im Jahre 1601 an Frankreich.

## Bevölkerungsentwicklung
| Culoz: Einwohnerzahlen von 1793 bis 2016                                                                                   | Culoz: Einwohnerzahlen von 1793 bis 2016 | Culoz: Einwohnerzahlen von 1793 bis 2016 | Culoz: Einwohnerzahlen von 1793 bis 2016 | Culoz: Einwohnerzahlen von 1793 bis 2016 |
| --- | ---------------------------------------- | ---------------------------------------- | ---------------------------------------- | ---------------------------------------- |
| Jahr |                                          |                                          |                                          | Einwohner                                |
| 1793 | 1793                                     |                                          | 935                                      | 935                                      |
| 1800 | 1800                                     |                                          | 1.002                                    | 1.002                                    |
| 1806 | 1806                                     |                                          | 1.067                                    | 1.067                                    |
| 1821 | 1821                                     |                                          | 1.274                                    | 1.274                                    |
| 1831 | 1831                                     |                                          | 1.301                                    | 1.301                                    |
| 1836 | 1836                                     |                                          | 1.210                                    | 1.210                                    |
| 1841 | 1841                                     |                                          | 1.286                                    | 1.286                                    |
| 1846 | 1846                                     |                                          | 1.301                                    | 1.301                                    |
| 1851 | 1851                                     |                                          | 1.211                                    | 1.211                                    |
| 1856 | 1856                                     |                                          | 1.316                                    | 1.316                                    |
| 1861 | 1861                                     |                                          | 1.453                                    | 1.453                                    |
| 1866 | 1866                                     |                                          | 1.383                                    | 1.383                                    |
| 1872 | 1872                                     |                                          | 1.425                                    | 1.425                                    |
| 1876 | 1876                                     |                                          | 1.472                                    | 1.472                                    |
| 1881 | 1881                                     |                                          | 1.518                                    | 1.518                                    |
| 1886 | 1886                                     |                                          | 1.474                                    | 1.474                                    |
| 1891 | 1891                                     |                                          | 1.477                                    | 1.477                                    |
| 1896 | 1896                                     |                                          | 1.493                                    | 1.493                                    |
| 1901 | 1901                                     |                                          | 1.567                                    | 1.567                                    |
| 1906 | 1906                                     |                                          | 1.549                                    | 1.549                                    |
| 1911 | 1911                                     |                                          | 1.508                                    | 1.508                                    |
| 1921 | 1921                                     |                                          | 1.362                                    | 1.362                                    |
| 1926 | 1926                                     |                                          | 1.344                                    | 1.344                                    |
| 1931 | 1931                                     |                                          | 1.536                                    | 1.536                                    |
| 1936 | 1936                                     |                                          | 1.868                                    | 1.868                                    |
| 1946 | 1946                                     |                                          | 1.807                                    | 1.807                                    |
| 1954 | 1954                                     |                                          | 1.933                                    | 1.933                                    |
| 1962 | 1962                                     |                                          | 2.317                                    | 2.317                                    |
| 1968 | 1968                                     |                                          | 2.412                                    | 2.412                                    |
| 1975 | 1975                                     |                                          | 2.523                                    | 2.523                                    |
| 1982 | 1982                                     |                                          | 2.630                                    | 2.630                                    |
| 1990 | 1990                                     |                                          | 2.639                                    | 2.639                                    |
| 1999 | 1999                                     |                                          | 2.622                                    | 2.622                                    |
| 2006 | 2006                                     |                                          | 2.954                                    | 2.954                                    |
| 2011 | 2011                                     |                                          | 2.924                                    | 2.924                                    |
| 2016 | 2016                                     |                                          | 3.053                                    | 3.053                                    |
| Quelle(n): EHESS/Cassini bis 1999, INSEE ab 2006 Anmerkung(en): Ab 1962 offizielle Zahlen ohne Einwohner mit Zweitwohnsitz |                                          |                                          |                                          |                                          |

Nachdem die Einwohnerzahl in der zweiten Hälfte des 20. Jahrhunderts nur geringfügig zugenommen hatte, wurde seit 2000 ein deutlicher Bevölkerungsanstieg verzeichnet.

## Sehenswürdigkeiten
Siehe auch: Liste der Monuments historiques in Culoz-Béon
Die Pfarrkirche Saint-Martin wurde 1861 bis 1863 im Stil der Neugotik erbaut. Am Standort der alten Dorfkirche befindet sich heute die Friedhofskapelle, in welche der Chor der ehemaligen Kirche aus dem 12. Jahrhundert integriert wurde. Das bedeutendste profane Bauwerk von Culoz ist das Château de Montvéran, das 1316 auf einer Anhöhe oberhalb des Dorfes errichtet und 1687 restauriert wurde. Gegen Ende der Französischen Revolution wurden die ehemaligen Türme geschleift. Die heutigen Türme wurden in der ersten Hälfte des 19. Jahrhunderts im romantisch-historischen Stil hinzugefügt. Ursprünglich aus dem 12. Jahrhundert stammt die Chèvrerie, eine Filiale des Kartäuserklosters von Arvières. Von der einstigen Burg Châtel-d’en-Haut sind nur noch wenige Reste erhalten.

## Persönlichkeiten
- Henry Dunant (1828–1910), Schweizer Geschäftsmann, erhielt seine Einbürgerung in Culoz
- Léon Serpollet (1858–1907), Unternehmer und Automobilpionier
- Gertrude Stein (1874–1946), amerikanische Schriftstellerin, Verlegerin und Kunstsammlerin, flüchtete ab 1943 mit ihrer Lebensgefährtin das Haus Le Colombier in Culoz
- Antoine Riboud (1918–2002), französischer Unternehmer, Mitbegründer und Präsident der Firma Danone, wurde in Culoz beigesetzt